# Orthonecroscia oreibates
Orthonecroscia oreibates är en insektsart som beskrevs av Günther 1932. Orthonecroscia oreibates ingår i släktet Orthonecroscia och familjen Diapheromeridae. Inga underarter finns listade i Catalogue of Life.